# Boucomontius
Boucomontius là một chi bọ cánh cứng thuộc họ Scarabaeidae.